# Église Saint-Laurent de Cordoue
Pour les articles homonymes, voir Église Saint-Laurent.
L'église Saint-Laurent (espagnol : iglesia de San Lorenzo) est une des églises fernandines de Cordoue (Espagne), située dans le quartier de San Lorenzo auquel elle donne son nom. Elle a été fondée sur une ancienne mosquée qui a remplacé une église wisigothe plus ancienne. L'église a été bâtie pendant la deuxième moitié du XIIIe siècle, probablement entre 1244 et 1300, en pleine transition du roman au gothique.

## Description
Sa structure est typique des églises andalouses de l'époque: plan rectangulaire à trois nefs. Elle dispose d'un porche triple situé sous la couverture principale, ce qui est inhabituel en Andalousie. Le solide minaret arabe a été converti par Hernán Ruiz le Jeune en tour Renaissance et a précédé en cela la Giralda de Séville.
Du XIVe siècle sont conservées des peintures de qualité de style gothique italien dans l'abside avec sept scènes de la vie du Christ.
A noter également la grande rosace gothico-mudéjare, une des plus réussies des églises de l'époque. On peut signaler l'ancien retable majeur du XVIIe siècle avec des scènes représentant la vie de saint Laurent.
L'église Saint-Laurent de Cordoue est déclaré Bien d'intérêt culturel dans la catégorie de monument depuis 1985.

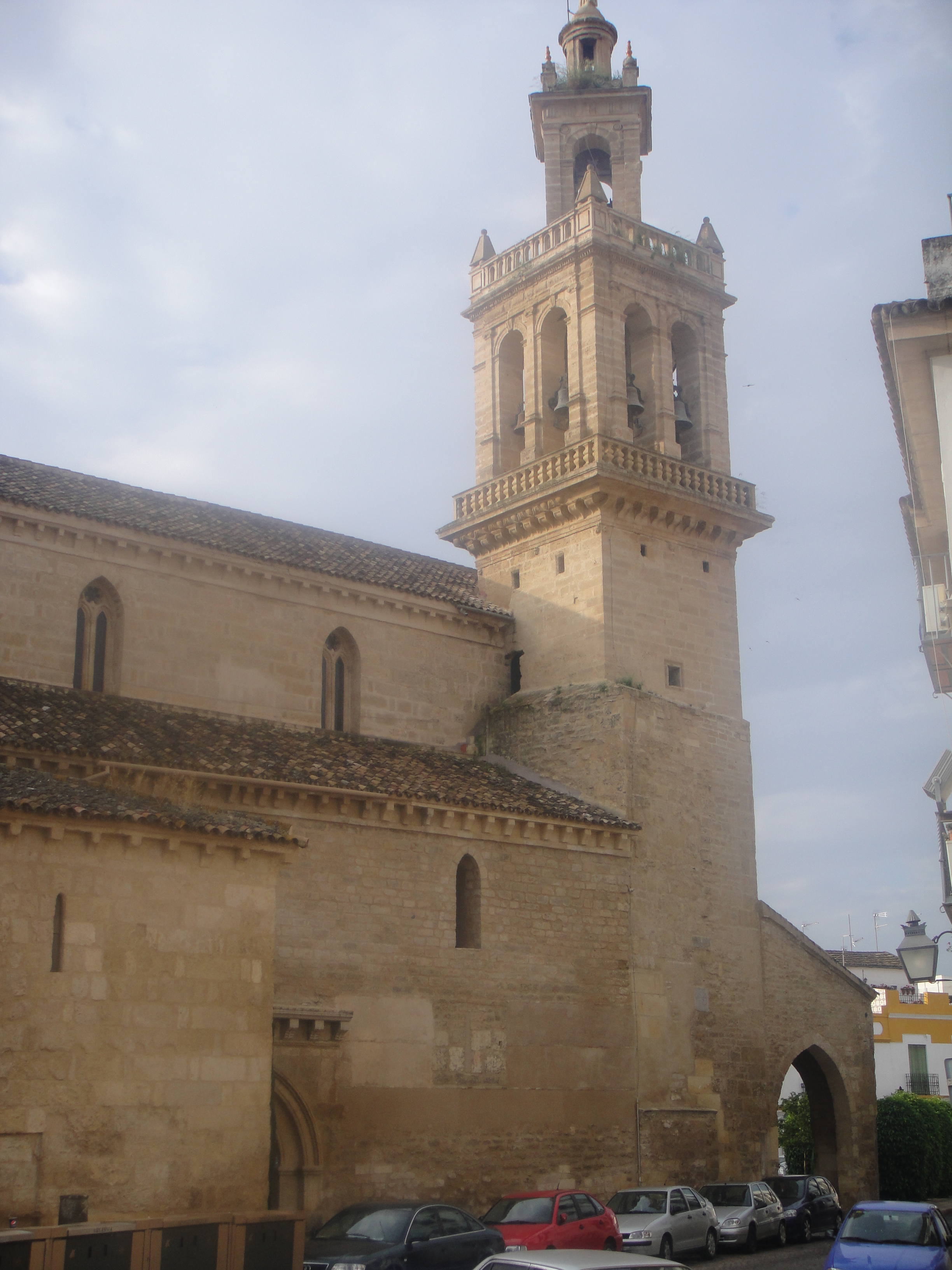
La tour de l'église, ancien minaret
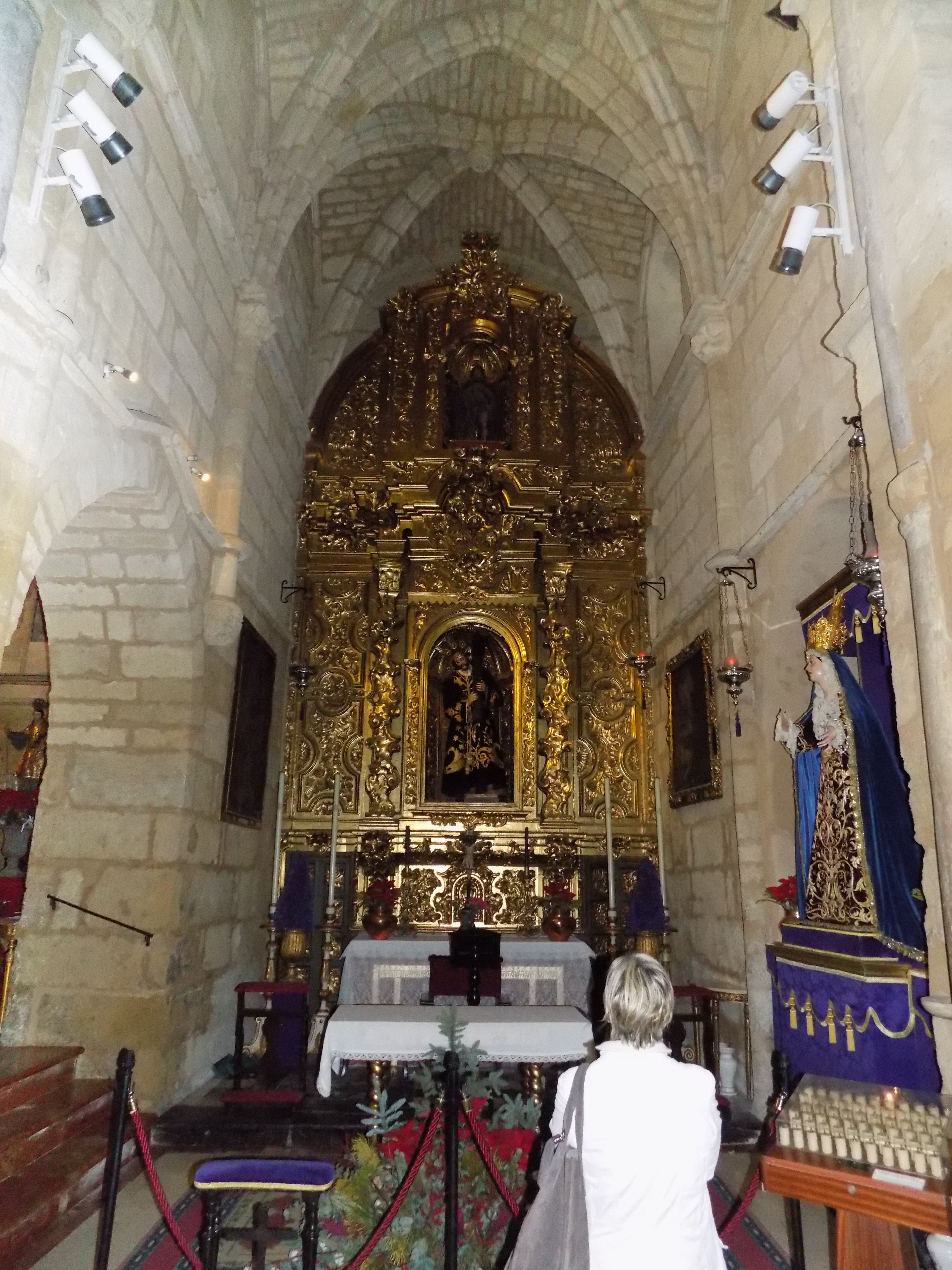
Intérieur, avec le retable de l'autel
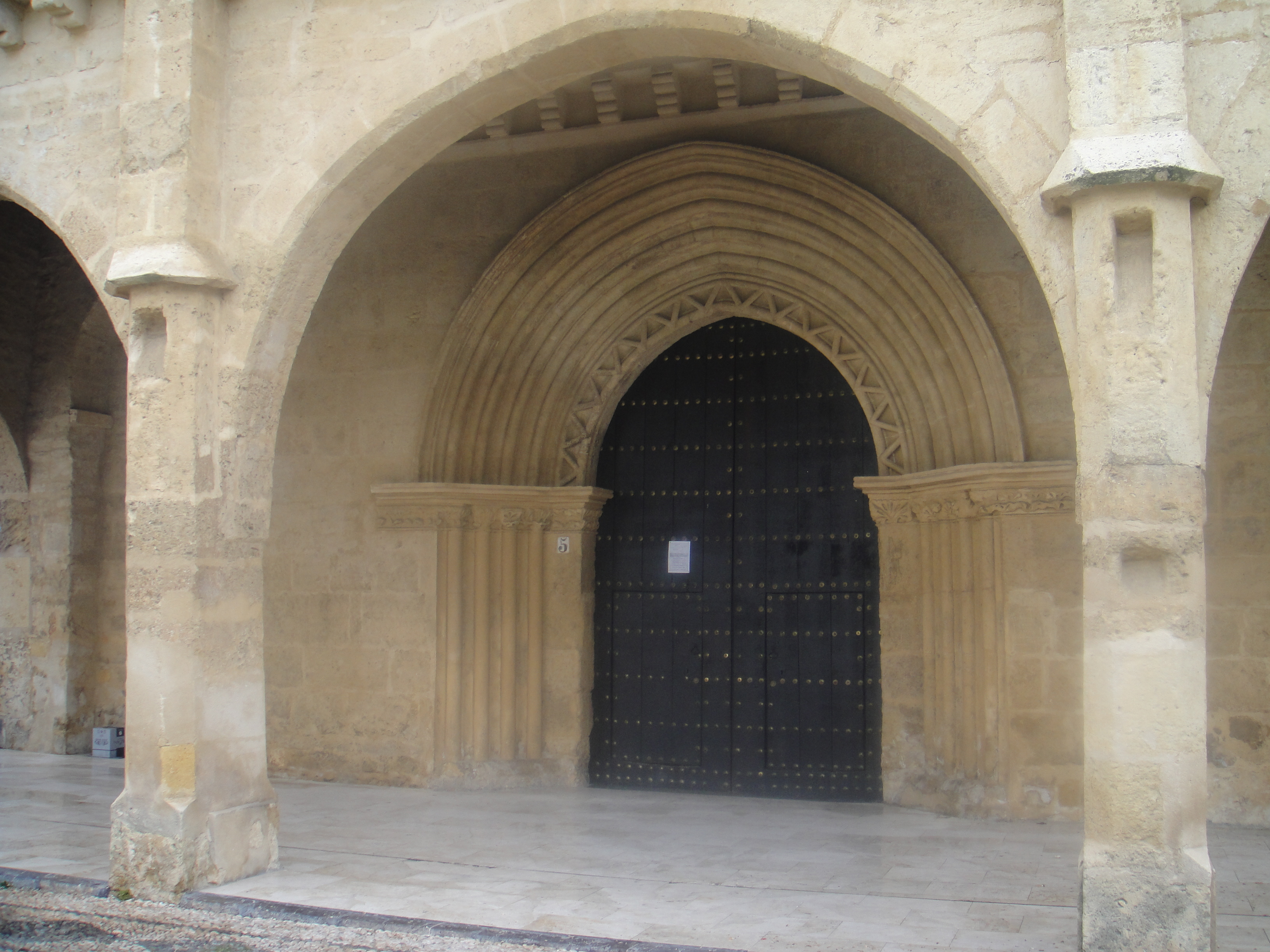
Portail principal